# Bazoches
Bazoches ist eine französische Gemeinde mit 165 Einwohnern (Stand: 1. Januar 2022) im Département Nièvre in der Region Bourgogne-Franche-Comté (vor 2016 Burgund). Sie gehört zum Arrondissement Château-Chinon (Ville) und zum Kanton Corbigny (bis 2015 Lormes). 

## Geographie
Bazoches liegt etwa 70 Kilometer nordöstlich von Nevers im Morvan. Umgeben wird Bazoches von den Nachbargemeinden von Domecy-sur-Cure im Norden, Saint-André-en-Morvan im Osten und Nordosten, Empury im Osten und Südosten, Pouques-Lormes im Süden, Neuffontaines im Westen und Südwesten sowie Saint-Aubin-des-Chaumes im Westen und Nordwesten. An der nordöstlichen Gemeindegrenze verläuft das Flüsschen Brinjame.

## Bevölkerungsentwicklung
| Jahr                       | 1962 | 1968 | 1975 | 1982 | 1990 | 1999 | 2006 | 2011 | 2016 |
| Einwohner                  | 280  | 311  | 283  | 266  | 223  | 197  | 168  | 166  | 176  |
| Quellen: Cassini und INSEE |      |      |      |      |      |      |      |      |      |

## Sehenswürdigkeiten
- Kirche Saint-Hilaire aus dem 12. Jahrhundert, im 17. Jahrhundert wieder errichtet
- Schloss Bazoches
- Schloss Vauban, wehrhaus aus dem 12. Jahrhundert, im 16. Jahrhundert umgebaut

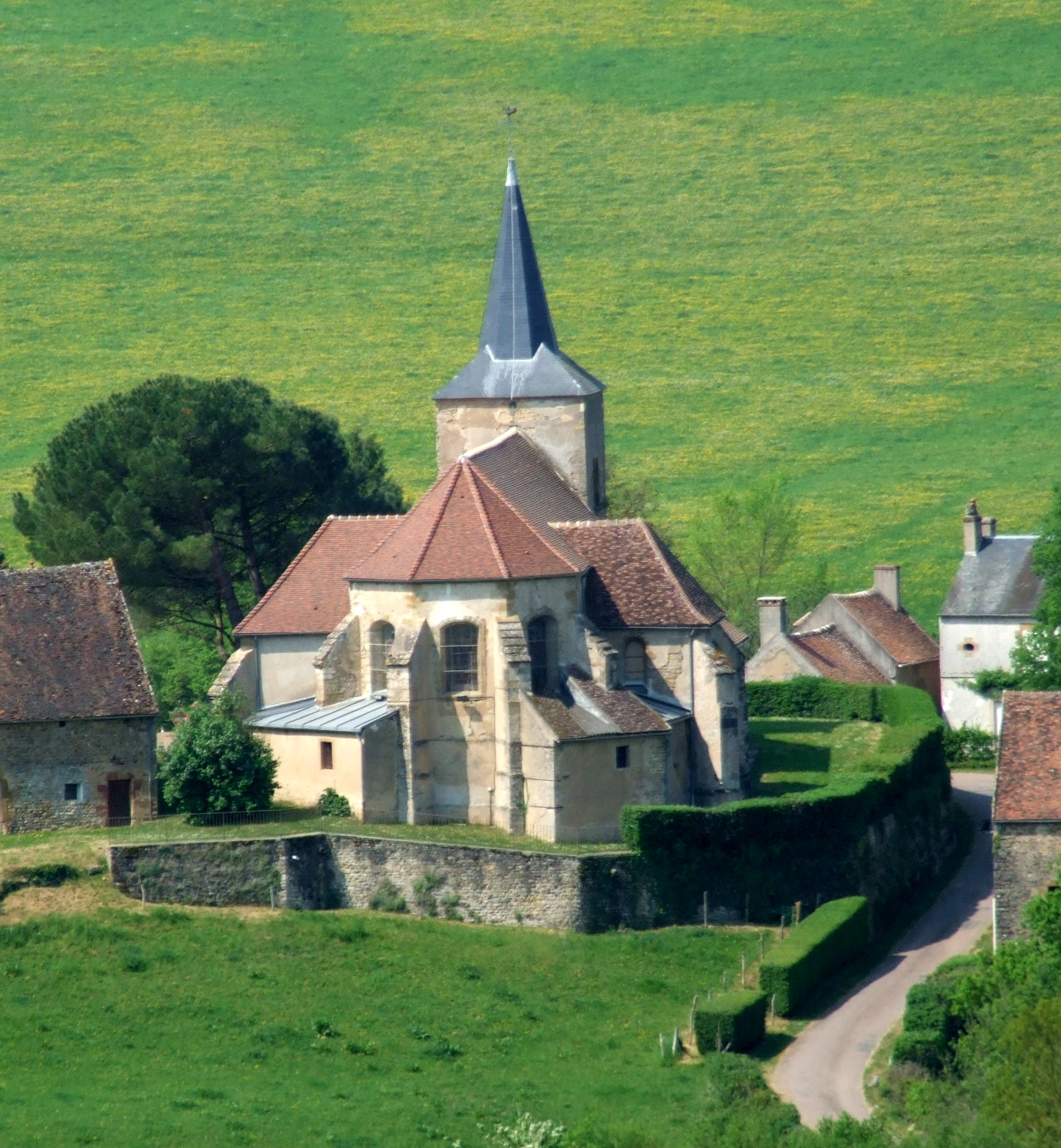
Kirche Saint-Hilaire
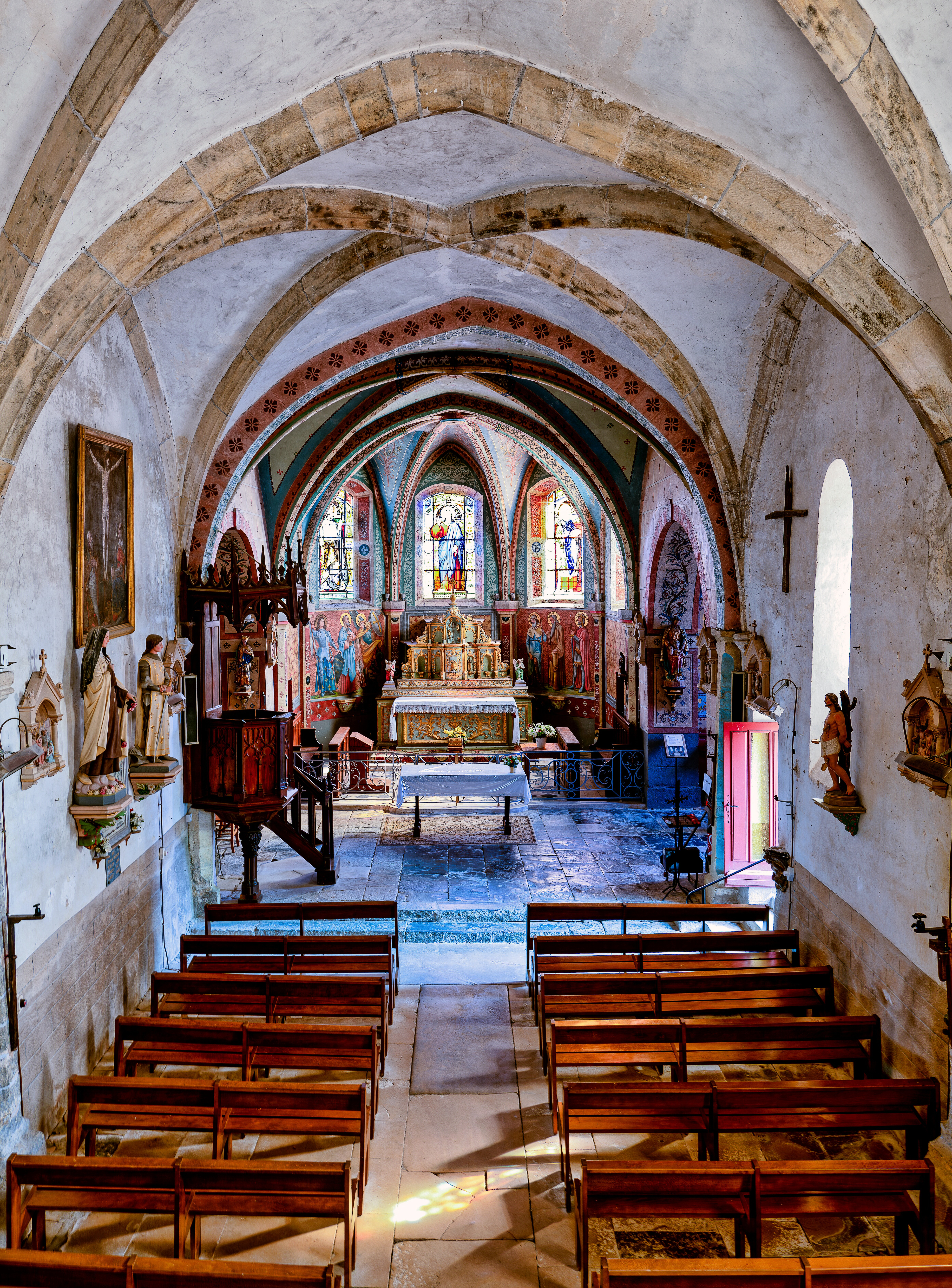
Kirche Saint-Hilaire, Innenraum
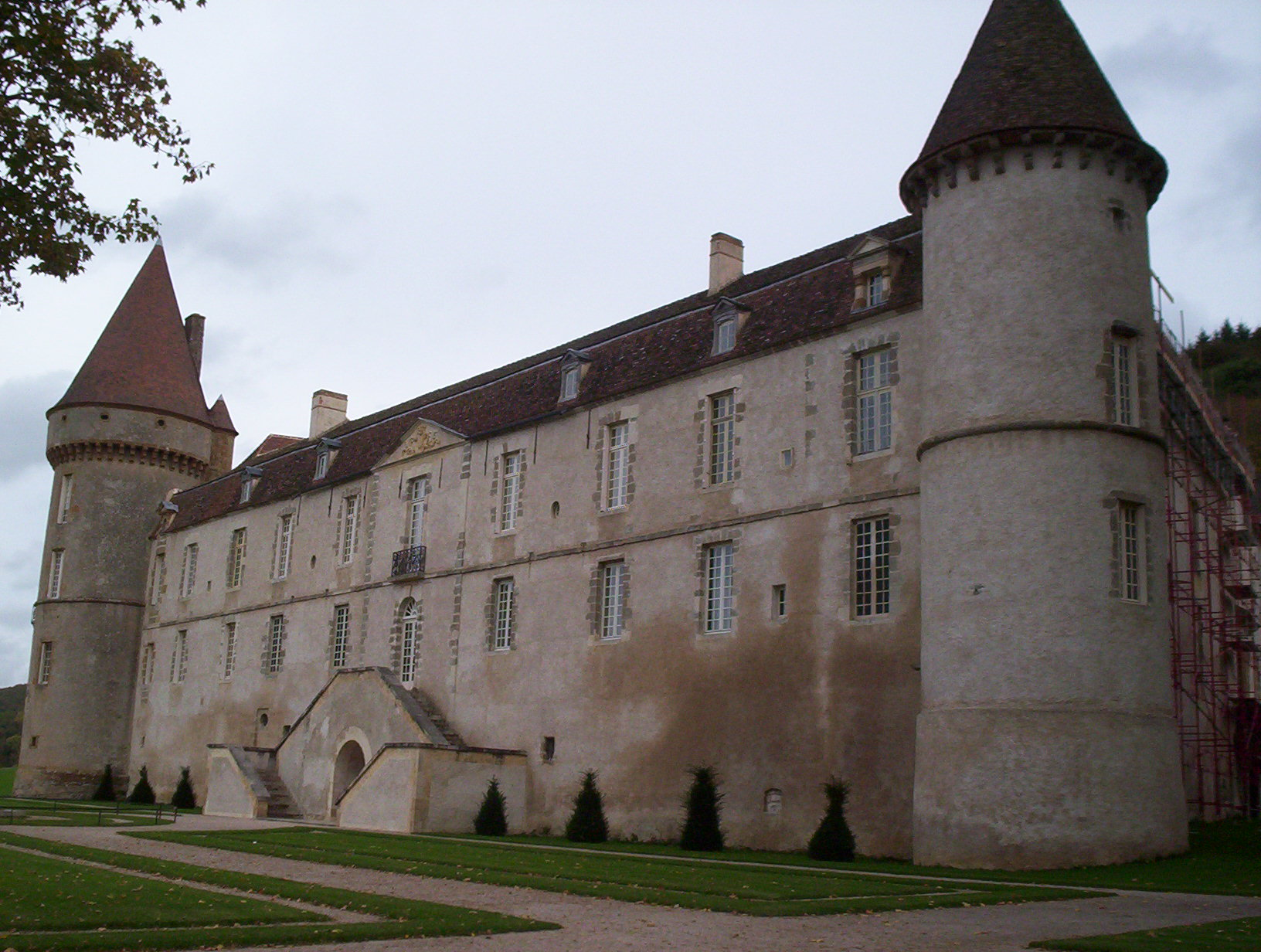
Schloss Bazoches
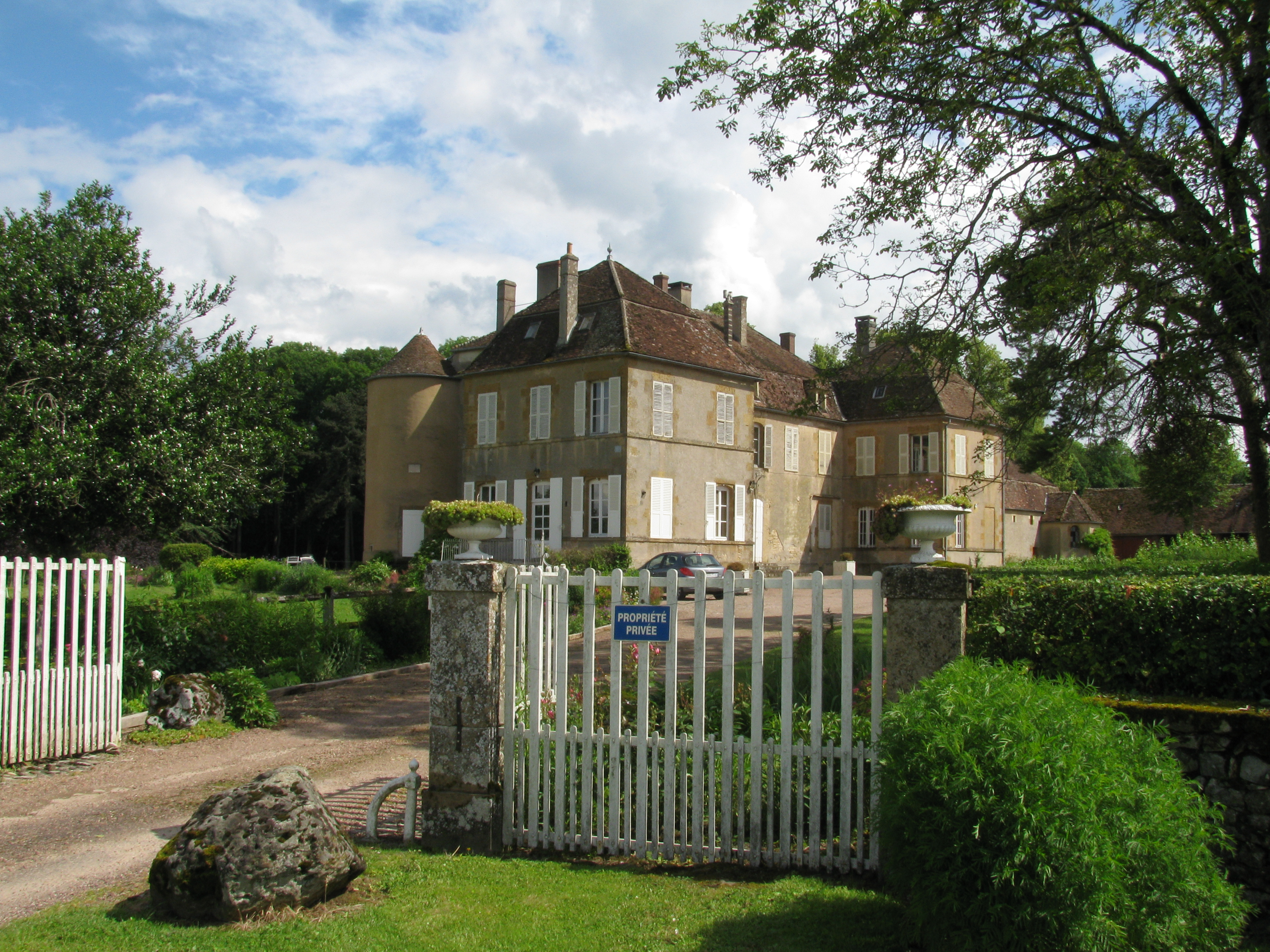
Schloss Vauban

## Persönlichkeiten
- Sébastien Le Prestre de Vauban (1633–1707), Architekt, hier begraben